# Paulo Ró
Paulo Roberto do Nascimento (João Pessoa, 11 de março de 1958) é um cantor, compositor, percussionista e poeta brasileiro.
Criado em Jaguaribe, bairro do centro de João Pessoa, Paulo teve seu primeiro contato com a música ainda criança, ouvindo os grupos de música folclórica que se apresentavam no bairro, freiras que tocavam violão na creche onde estudava ou seu irmão mais velho escutando discos de música clássica.  Na década de 70, seu irmão mais velho, Pedro Osmar, começou a se envolver com o meio musical da cidade, participando de festivais e tocando com vários grupos. O primeiro professor de violão dos dois irmãos foi Vital Farias. 
Em 1974, cria junto com o irmão Pedro o Grupo Jaguaribe Carne de Estudos, autodenominado um grupo de "guerrilha cultural", a partir do qual começam a desenvolver suas ideias musicais e políticas. Tendo passado por inúmeros formatos e com uma estética sempre mutável, o grupo, centralizado nos dois irmãos, permanece em atividade até hoje.  
Paralelamente ao Jaguaribe Carne, Paulo Ró possui uma carreira solo fortemente inspirada pela música folclórica paraibana, citando diretamente ritmos como a ciranda, coco de roda ou caboclinhos. No início da década de 90 participou, juntamente a Fernando Pintassilgo, Alice Lumi e Milton Dornellas, do grupo Grupo Etnia, que também pesquisava músicas folclóricas andinas e celtas. 

## Discografia[5]
- 1992 – Etnia, de Grupo Etnia
- 1993 – Jaguaribe Carne Instrumental, de Jaguaribe Carne
- 1998 – Jardim dos Animais, com Ronald Claver
- 2003 – Vem no Vento, de Jaguaribe Carne
- 2004 – Olhos de Proa, com Vergara Filho
- 2011 – Cantus Popularis
- 2014 – Sob o Sol, com Fabio Kerouac
- 2016 – Quarta Capa, com Dida Vieira e Lau Siqueira